# Funiculaire du Mont Igeldo
Le funiculaire du Mont Igeldo est un funiculaire situé dans la ville de Saint-Sébastien au Pays Basque en Espagne. Il permet d’accéder au sommet du Mont Igeldo situé à l'Ouest de la baie de la Concha. Il fut inauguré en 1912 ce qui en fait le troisième plus ancien funiculaire d'Espagne après le funiculaire du Tibidabo et de Vallvidrera.